# Али, Ирфаан
Мохамед Ирфаан Али (англ. Mohamed Irfaan Ali; род. 25 апреля 1980, Леонора) — политический деятель Гайаны. Член Национальной ассамблеи и бывший министр жилищного строительства. Стал президентом страны от Народной прогрессивной партии по итогам всеобщих выборов 2 марта 2020 года.

## Биография
Родился в мусульманской индогайанской семье в Леоноре, деревне на западном побережье Гайаны, регион Эссекибо-Айлендс-Уэст-Демерара. Его родители работали преподавателями, имеет брата. Большую часть своих юных лет провёл на острове Легуан, где обучался в начальной школе. Получил среднее образование в колледже Сент-Станислаус в Джорджтауне. Имеет докторскую степень по городскому и региональному планированию Университета Вест-Индии.
В 2006 году стал членом национальной ассамблеи Гайаны. Впоследствии был назначен на должность министра жилищного и водного хозяйства и министра индустрии туризма и торговли. 19 января 2019 года Ирфаан Али был выбран кандидатом в президенты от Народной прогрессивной партии, всеобщие и региональные выборы состоялись 2 марта 2020 года.
Ирфаану Али были предъявлены обвинения в 19 пунктах обвинения в сговоре и мошенничестве Специальным подразделением по борьбе с организованной преступностью Гайаны (SOCU). Адвокаты Али заявляли о незаконности этих обвинений и утверждали, что они носили политический характер и были «сфабрикованы». Сразу же после избрания Ирфаана Али кандидатом в президенты, оппоненты обвинили его в мошенничестве: якобы, около двух десятилетий назад Али неверно предоставил одну из своих квалификаций. В кампании за президентство он предоставил программу, в основном на экономической платформе, ссылаясь на снижение темпов экономического развития и рост безработицы при администрации. Ирфаан Али обязался создать 50 тысяч новых рабочих мест в течение пяти лет.